# José De León
Ne pas confondre avec le joueur de baseball dominicain José DeLeón.
José Eugenio De León (né le 7 août 1992 à Isabela, Porto Rico) est un lanceur droitier des Blue Jays de Toronto de la Ligue majeure de baseball.

## Carrière
Joueur des Jaguars de la Southern University à Baton Rouge, José De León est choisi par les Dodgers de Los Angeles au 24e tour de sélection du repêchage de 2013. Il commence sa carrière professionnelle en ligues mineures en 2013 et joue son premier match dans le baseball majeur le 4 septembre 2016 avec les Dodgers.
De León dispute 4 parties comme lanceur partant pour Los Angeles en fin de saison 2016, allouant 17 points, dont 12 mérités, en 17 manches lancées, pour une moyenne de points mérités de 6,35. Néanmoins, il remporte deux victoires sans encaisser de défaite.
Le 23 janvier 2017, les Dodgers échangent José De León aux Rays de Tampa Bay en retour de Logan Forsythe. 
Baseball America classe De León au 23e rang de sa liste annuelle des 100 meilleurs joueurs d'avenir au début 2016, puis en 29e place au début 2017.
En mars 2017, José De León joue avec l'équipe de Porto Rico à la Classique mondiale de baseball 2017 et est le lanceur gagnant dans la victoire de 13-2 des Portoricains sur le Venezuela en deuxième ronde de la compétition. 
C'est en tant que lanceur de relève que De León joue son premier match avec Tampa Bay, qui se solde par une victoire pour lui le 29 mai 2017 contre les Rangers du Texas.